# National Football League 2000s All-Decade Team
Das National Football League 2000s All-Decade Team (NFL 2000s All-Decade Team) ist eine Liste der besten American-Football-Spieler der NFL-Spielzeiten 2000 bis 2009. Aufnahmeberechtigt sind Spieler oder Trainer, die in dieser Zeit aktiv waren.

## Wahl
Das All-Decade Team wird durch das Wahlkomitee der Pro Football Hall of Fame gewählt. Jede Stadt, in der ein NFL-Verein beheimatet ist, entsendet einen Vertreter eines lokalen Presseorgans. Hinzu kommt ein Mitglied der Pro Football Writers Association sowie 11 Medienvertreter bedeutender überregionaler Medien. Insgesamt setzt sich das Komitee aus 44 Personen zusammen. Da in New York mit den New York Jets und den New York Giants zwei Clubs angesiedelt sind, die in New Jersey ihre Heimstätte haben, ist auch ein Medienvertreter aus New Jersey wahlberechtigt.
Das All-Decade Team setzt sich aus zwei Trainern und 53 Spielern zusammen. Gewählt werden: Zwei Quarterbacks, vier Runningbacks, ein Fullback, vier Wide Receiver, zwei Tight Ends, vier Offensive Tackles, vier Guards, zwei Center, vier Defensive Ends, vier Defensive Tackles, sechs Linebacker, vier Cornerbacks, vier Safetys, zwei Kicker, zwei Punter, zwei Kickoff-Returner und zwei Punt-Returner.
Die Aufnahme in das All-Decade Team steigert das Ansehen eines Spielers. Mit einem (Geld-)Preis ist die Wahl nicht verbunden. Die gewählten Spieler wurden vor dem Pro Bowl 2010 am 31. Januar 2010 bekannt gegeben.

## Das All-Decade Team
In der Liste sind zu den Spielern/Trainern nur die Mannschaften aufgeführt, bei denen der Spieler oder der Trainer während des entsprechenden Jahrzehnts aktiv war.

### Offense
| Position         | Erste Mannschaft                                                                                             | Hall of Fame? | Zweite Mannschaft                                                                                           | Hall of Fame? |
| ---------------- | --- | ------------- | --- | ------------- |
| Quarterback      | Tom Brady (New England Patriots)                                                                             | e-2028        | Peyton Manning (Indianapolis Colts)                                                                         | Ja            |
| Runningback      | LaDainian Tomlinson (San Diego Chargers)                                                                     | Ja            | Shaun Alexander (Seattle Seahawks, Washington Redskins)                                                     | Nein          |
| Runningback      | Edgerrin James (Indianapolis Colts, Arizona Cardinals, Seattle Seahawks)                                     | Ja            | Jamal Lewis (Baltimore Ravens, Cleveland Browns)                                                            | Nein          |
| Fullback         | Lorenzo Neal (Tennessee Titans, Cincinnati Bengals, San Diego Chargers, Baltimore Ravens, Oakland Raiders)   | Nein          | nur ein Spieler gewählt                                                                                     |               |
| Wide Receiver    | Marvin Harrison (Indianapolis Colts)                                                                         | Ja            | Torry Holt (St. Louis Rams, Jacksonville Jaguars)                                                           | Nein          |
| Wide Receiver    | Randy Moss (Minnesota Vikings, Oakland Raiders, New England Patriots, Tennessee Titans, San Francisco 49ers) | Ja            | Terrell Owens (San Francisco 49ers, Philadelphia Eagles, Dallas Cowboys, Buffalo Bills, Cincinnati Bengals) | Ja            |
| Tight End        | Tony Gonzalez (Kansas City Chiefs, Atlanta Falcons)                                                          | Ja            | Antonio Gates (San Diego Chargers)                                                                          | Ja            |
| Offensive Tackle | Walter Jones (Seattle Seahawks)                                                                              | Ja            | Orlando Pace (St. Louis Rams, Chicago Bears)                                                                | Ja            |
| Offensive Tackle | Jonathan Ogden (Baltimore Ravens)                                                                            | Ja            | Willie Roaf (New Orleans Saints, Kansas City Chiefs)                                                        | Ja            |
| Guard            | Alan Faneca (Pittsburgh Steelers, New York Jets)                                                             | Ja            | Larry Allen (Dallas Cowboys, San Francisco 49ers)                                                           | Ja            |
| Guard            | Steve Hutchinson (Seattle Seahawks, Minnesota Vikings)                                                       | Ja            | Will Shields (Kansas City Chiefs)                                                                           | Ja            |
| Center           | Kevin Mawae (New York Jets, Tennessee Titans)                                                                | Ja            | Olin Kreutz (Chicago Bears)                                                                                 | Nein          |

### Defense
| Position         | Erste Mannschaft                                        | Hall of Fame? | Zweite Mannschaft                                                                | Hall of Fame? |
| ---------------- | ------------------------------------------------------- | ------------- | -------------------------------------------------------------------------------- | ------------- |
| Defensive End    | Dwight Freeney (Indianapolis Colts)                     | Ja            | Julius Peppers (Carolina Panthers)                                               | Ja            |
| Defensive End    | Michael Strahan (New York Giants)                       | Ja            | Jason Taylor (Miami Dolphins, Washington Redskins)                               | Ja            |
| Defensive Tackle | Warren Sapp (Tampa Bay Buccaneers, Oakland Raiders)     | Ja            | La'Roi Glover (New Orleans Saints, Dallas Cowboys, St. Louis Rams)               | Nein          |
| Defensive Tackle | Richard Seymour (New England Patriots, Oakland Raiders) | Ja            | Kevin Williams (Minnesota Vikings)                                               | Nein          |
| Linebacker       | Derrick Brooks (Tampa Bay Buccaneers)                   | Ja            | Joey Porter (Pittsburgh Steelers, Miami Dolphins)                                | Nein          |
| Linebacker       | Ray Lewis (Baltimore Ravens)                            | Ja            | Zach Thomas (Miami Dolphins, Dallas Cowboys)                                     | Ja            |
| Linebacker       | Brian Urlacher (Chicago Bears)                          | Ja            | DeMarcus Ware (Dallas Cowboys)                                                   | Ja            |
| Cornerback       | Champ Bailey (Washington Redskins, Denver Broncos)      | Ja            | Ronde Barber (Tampa Bay Buccaneers)                                              | Ja            |
| Cornerback       | Charles Woodson (Oakland Raiders, Green Bay Packers)    | Ja            | Ty Law (New England Patriots, New York Jets, Kansas City Chiefs, Denver Broncos) | Ja            |
| Safety           | Ed Reed (Baltimore Ravens)                              | Ja            | Troy Polamalu (Pittsburgh Steelers)                                              | Ja            |
| Safety           | Brian Dawkins (Philadelphia Eagles, Denver Broncos)     | Ja            | Darren Sharper (Green Bay Packers, Minnesota Vikings, New Orleans Saints)        | Nein          |

### Special Teams
| Position      | Erste Mannschaft                                          | Hall of Fame? | Zweite Mannschaft                               | Hall of Fame? |
| ------------- | --------------------------------------------------------- | ------------- | ----------------------------------------------- | ------------- |
| Kicker        | Adam Vinatieri (New England Patriots, Indianapolis Colts) | e-2025        | David Akers (Philadelphia Eagles)               | Nein          |
| Punter        | Shane Lechler (Oakland Raiders)                           | Nein          | Brian Moorman (Buffalo Bills)                   | Nein          |
| Kick Returner | Josh Cribbs (Cleveland Browns)                            | Nein          | Dante Hall (Kansas City Chiefs, St. Louis Rams) | Nein          |
| Punt Returner | Dante Hall (Kansas City Chiefs, St. Louis Rams)           | Nein          | Devin Hester (Chicago Bears)                    | Nein          |

### Trainer
| Position | Erste Mannschaft                      | Hall of Fame? | Zweite Mannschaft                                     | Hall of Fame? |
| -------- | ------------------------------------- | ------------- | ----------------------------------------------------- | ------------- |
| Trainer  | Bill Belichick (New England Patriots) | e-2029        | Tony Dungy (Tampa Bay Buccaneers, Indianapolis Colts) | Ja            |

## Anmerkung zur Tabelle
- Im Bereich "Hall of Fame" das früheste Jahr, in dem der Spieler in die Pro Football Hall of Fame aufgenommen werden kann: "e-2010"